# 瓦吉特
在埃及神話中，瓦吉特（Wadjet亦作Wadjit、Wedjet、Uadjet或Ua Zit，希臘語：Udjo、Uto、Edjo或Buto等；中文則有烏加特、瓦傑特等譯法）原本是德普當地的古代女神，德普即後來的帕爾—瓦吉特的一部分（亦即希臘語中的布托），布托是古埃及前王朝時期的一個重要城市，該地也是古代埃及人自舊石器時代至公元前3100年一萬年間的發展種植的地方。瓦吉特一直是下埃及的守護神，後來上下埃及統一後，便與上埃及的禿鷲女神奈赫貝特一起成為埃及的守護神。瓦吉特盤繞太陽的形象名為神聖的毒蛇（uraeus），是下埃及王冠的象徽。
作為守護女神，瓦吉特的形象乃蛇首人身，或單以蛇的形象出現——這蛇通常是當地常見的毒蛇，埃及眼鏡蛇——有時她被描述為擁有兩個蛇頭的女人，有時則是人首蛇身。
瓦吉特的神諭坐落於帕爾—瓦吉特一間有名的神廟裏，帕爾—瓦吉特乃是奉獻給瓦吉特，並其名字命名的城市。此神諭可能就是日後傳至希臘的神諭傳統的源頭。
每年的12月25日，人們會歌唱慶祝「瓦吉特前進」（Going Forth of Wadjet）此節日。而每年的4月21日會於城內進行瓦吉特的祭祀儀式。另外的一些特別日子包括6月21日（夏至），以及3月14日。瓦吉特亦被納入月亮第五日的第五個小時。

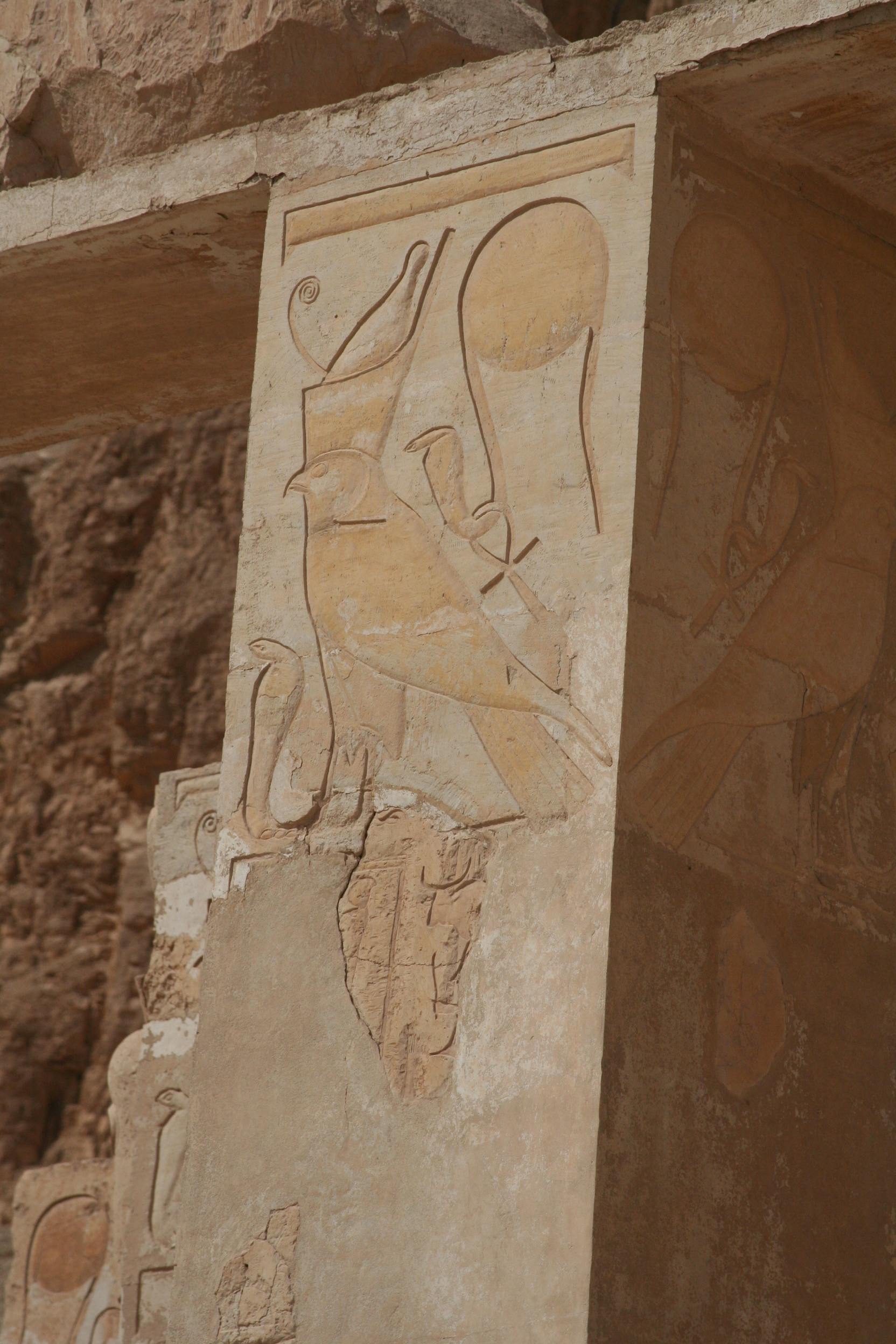
哈特謝普蘇特葬祭廟牆上刻有瓦吉特蛇型的雕刻

瓦吉特與古埃及神祇中的巴斯特（或巴斯梯特）有極大關連。巴斯特是個兇猛的女神，貓首人身，以戰士及保護者的姿態出現，此太陽女神的眼睛後來成為了荷魯斯之眼、拉之眼及火焰之女。帕爾—瓦吉特亦有一所荷魯斯的聖所，太陽神之子被視為法老。之後的一段長時間，瓦吉特與艾西斯及很多其他神祇有所關連。
在樂蜀的哈特謝普蘇特葬祭廟一些牆壁上，可以看到瓦吉特的兩種形象，其中一種是以神聖的毒蛇（uraeus）圍繞著太陽，頸下掛著生命之符，另一個則是在戴著雙冠，代表著統一埃及的荷魯斯面前的眼鏡蛇，代表著法老是由她去保護的。

## 脚注
1. ↑  Wilkinson, op.cit., p.297
2. ↑  Wörterbuch der ägyptischen Sprache, 1, 268.18
3. ↑  大英百科線上（台灣）[永久]
4. ↑  Herodotus ii. 55 and vii. 134

## 相关
- 荷魯斯之眼

## 備註
- Wadjyt - listing in a source for information about Egyptian goddesses